# Sanguine (téléfilm)
Pour les articles homonymes, voir sanguine (homonymie).
Sanguine est un téléfilm français réalisé par Paul Vecchiali en 1992, diffusé dans le cadre de la série Le Lyonnais.

## Synopsis
À la suite de la découverte d'un corps mutilé dans le Rhône, un enquêteur se fait engager comme éducateur dans le foyer social où était pensionnaire la victime.

## Fiche technique
- Titre : Sanguine
- Réalisation : Paul Vecchiali
- Musique : Roland Vincent
- Directeur de la photographie : Georges Strouvé
- Format image : 16 mm
- Durée : 90 minutes
- Langue : français
- Date de diffusion : 30 octobre 1992

## Distribution
- Kader Boukhanef : Sélim Rey
- Pierre Santini : Albert Detouris dit 'Morphée'
- Judith Reval : Sanguine
- Bernard Freyd : Paul Mazars
- François Siener : Ysard
- Myriam Gagnaire : Judith
- Mouss Diouf : Mechnik
- Laurent Balandras : Le loubard
- Patachou : Madame Chevrier
- Sonia Ammar : Nadia